# Louis François de Boufflers
Louis François de Boufflers (Crillon, 10 gennaio 1644 – Fontainebleau, 22 agosto 1711) è stato un generale francese, maresciallo di Francia.

## Biografia

### I primi anni
Nacque da una famiglia fra le più antiche e nobili della Piccardia che aveva le sue origini nel XII secolo. Studiò alla scuola di Luigi II di Borbone-Condé e di Henri de La Tour d'Auvergne, visconte di Turenne, e si distinse come colonnello dei dragoni nel corso della guerra d'Olanda (1672-1678). Durante la conquista della Lorena (1670), prestò servizio sotto il maresciallo François de Créquy. Nelle Province Unite, prestò servizio sotto Henri de La Tour d'Auvergne, visconte di Turenne, distinguendosi più volte per abilità e coraggio; quando Turenne venne ucciso da una cannonata nel 1675, egli prese il comando della retroguardia durante la ritirata dell'esercito francese. Nel 1677 venne nominato maresciallo di campo.
Si sposò con Catherine Charlotte de Gramont (1669 - 1739), figlia del duca Antoine-Charles de Gramont.

### La carriera militare
Intrapresa la carriera militare, venne nominato governatore militare della provincia di Trois-Évêchés. Nel dicembre del 1687, si recò a Metz per rimettere ordine in città. Rese pubblici durante questi anni i giardini Boufflers che erano di sua proprietà.

#### La guerra della Lega di Augusta

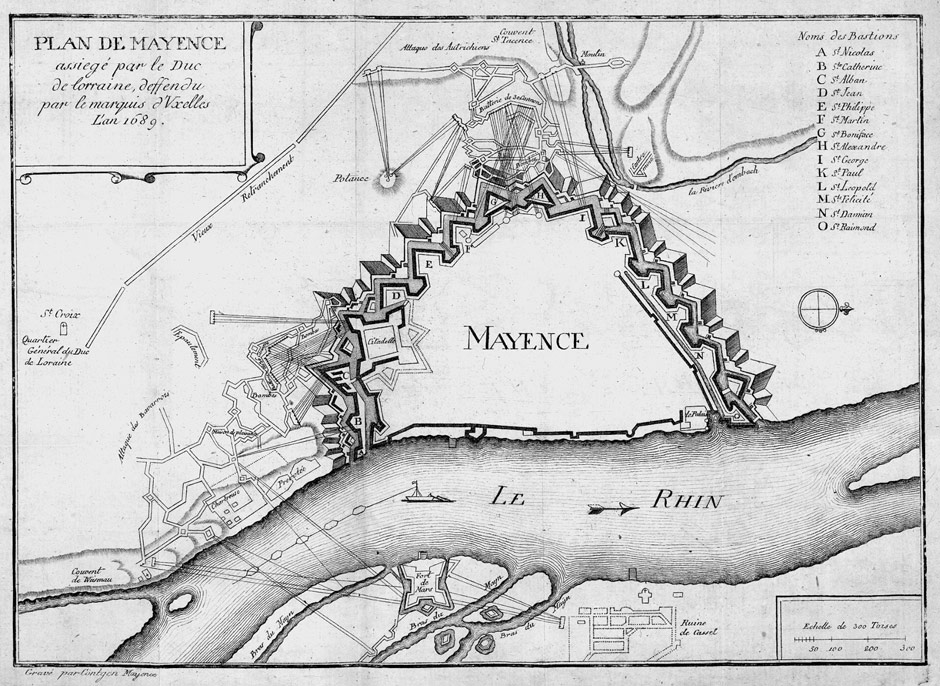
Schema dell'assedio di Magonza (1689)

Espugnò la fortezza di Magonza il 15 ottobre 1688, nonostante le nuove fortificazioni realizzate dall'arcivescovo e principe elettore Anselm Franz von Ingelheim. Contribuì nel 1690 alla vittoria nella battaglia di Fleurus, conquistò Furnes nel 1693. Venne nominato maresciallo di Francia nel 1693 e insignito del titolo di duca nel 1694. L'anno seguente, venne incaricato della difesa della città di Namur dall'assedio posto da Guglielmo d'Orange. I francesi, riparatisi nella cittadella fortificata da Vauban, si arresero agli assedianti il 5 settembre 1695, dopo mesi di aspri combattimenti con gravi perdite di uomini da entrambe le parti.

#### La guerra di Successione spagnola
In virtù del valore dimostrato sul campo di battaglia, nel 1701 Boufflers ottenne le insegne del Toson d'oro spagnolo.  Comandò quindi l'armata delle Fiandre nel 1702. Durante la guerra di successione spagnola, comandò l'armata francese nei Paesi Bassi meridionali. Sconfisse gli olandesi alla battaglia di Nimega ma venne poi fatto retrocedere dal duca di Marlborough. Nel 1704, gli venne assegnato il comando della Guardia del Corpo del re. Difese Lilla nel 1708 contro il principe Eugenio di Savoia e diresse la ritirata dopo la sconfitta nella battaglia di Malplaquet nel 1709 al posto del maresciallo Claude Louis Hector de Villars.
Morì a Fontainebleau il 22 agosto 1711.

## Stemma
| Image | Stemma |
| ----- | --- |
| \| \| | Louis François de Boufflers duca di Boufflers, maresciallo di Francia, cavaliere dell'Ordine dello Spirito Santo |
|       | |